# シン・ウンギョン
シン・ウンギョン（신은경、1973年2月15日 - ）は 、韓国の女優。身長171cm、体重47kg。

## 学歴
- 可楽初等学校
- 一信女子中学校
- 安養芸術高校 演劇映画科
- 檀国大学校 演劇映画学科

## 出演作品

### テレビドラマ
- 欲望の扉（1988年、KBS）
- 女は何で生きるのか（1988年、MBC）
- 独裁者への道（1990年、KBS） - 定順王后ソン氏役
- パイロット（1993年、MBC） - ト・ジンソク役
- ファイナル・ジャンプ（1994年、MBC） - キム・スジン役
- 総合病院（1994年-1996年、MBC） - イ・ジョンファ役
- 塩サバ（1996年、MBC） - ユ・ヨンウ役
- 風の歌（1998年、SBS） - チョン・ソンジュ役
- 波（1999年、SBS） - イ・オクジョム役
- 不良カップル（2007年、SBS） - キム・ダンジャ役
- 母さんに角が生えた（2008年、KBS） - ナ・ヨンス役
- 白い嘘（2008年-2009年、MBC） - ソ・ウニョン役
- 欲望の炎（2010年-2011年、MBC） - ユン・ナヨン役
- 欲望の仮面（2012年、SBS） - チャ・スニョン(ペク・イナ)役
- スキャンダル（2013年、MBC） - ユン・ファヨン役
- 隣人の妻（2013年、JTBC） - ホン・ギョンジュ役
- 家族の秘密（2014年-2015年、tvN） - ハン・ジョンヨン役
- 君を愛した時間（2015年、SBS） - ク・ヨンジョン役
- ああ、私の幽霊さま（2015年、tvN） - チョ・ヘヨン役
- アチアラの秘密（2015年、SBS） - ユン・ジスク役
- 皇后の品格（2018年-2019年、SBS） - 太后カン氏役
- ペントハウス（2020年-2021年、SBS） - カン・マリ役
- ペントハウス2（2021年、SBS） - カン・マリ役
- 7人の脱出（2023年、SBS） - チャ・ジュラン役
- 7人の脱出 season2 -リベンジ-（2023年、SBS） - チャ・ジュラン役

### 映画
- 九老アリラン（1989年） - パク・スッキ役
- 愛は今から始まりさ（1991年） - ヒョニム役
- 非常口がない（1993年）- スンミ役
- 若い男（1994年） - ジェイ役
- 雨は愛にのって（1995年） - ピョン・ヨンミ役
- 娼（1997年） - ヨンウン/パンウル役
- ミステリー・オブ・ザ・キューブ（1998年） - チン・テギョン役
- リング（1999年） - ホン・ソンジュ役
- うずまき（2000年） - 丸山千恵 役
- 総合病院 The Movie（2000年） - カン・ウンス役
- 花嫁はギャングスター（2001年） - チャ・ウンジン役
- 恋する婚活プランナー（2002年） - キム・ヒョジン役
- ザ・ブライド 花嫁はギャングスター２（2003年） - チャ・ウンジン役
- 6月の日記（2005年） - チュ・ジャヨン役
- ミスター主婦クイズ王（2005年） - イ・スヒ役
- 二人の女（2010年） - ハン・ソヨン役
- 全国のど自慢（2013年） - ムン・ボリの母役(友情出演)
- 設計（2014年） - セヒ役

### ミュージックビデオ
- Wax -  化粧を直して（2001年）
- KCM -  Smile Again（2005年）

## 受賞歴
- 1994年 : MBC演技大賞 優秀演技賞
- 1997年 : 青龍映画賞 主演女優
- 2001年 : 青龍映画賞 人気スター賞
- 2007年 : SBS演技大賞 10大スター賞
- 2010年 : MBC演技大賞 最優秀演技賞
- 2012年 : SBS演技大賞 週末連続劇部門 女子優秀演技賞、10大スター賞
- 2013年 : MBC演技大賞 特別企画部門 最優秀演技賞